# Tubosaeta alveolata
Tubosaeta alveolata är en svampart som beskrevs av Heinem. 1988. Tubosaeta alveolata ingår i släktet Tubosaeta och familjen Boletaceae.   Inga underarter finns listade i Catalogue of Life.